# Wonderful Life (Hurts)
Wonderful Life è un singolo del gruppo musicale britannico Hurts, pubblicato il 23 agosto 2010 come secondo estratto dal primo album in studio Happiness.

## Descrizione
Il singolo è stato scritto e prodotto dagli Hurts stessi insieme a Joseph Cross e ha anticipato la pubblicazione dell'album di debutto del gruppo. Ha riscosso un discreto successo in tutta Europa.

## Video musicale
Per il brano sono stati realizzati due videoclip. Il primo è stato pubblicato il 21 aprile 2009, mentre il secondo è stato reso disponibile il 22 settembre 2010.

## Tracce
Testi degli Hurts, musiche degli Hurts e Joseph Cross, eccetto dove indicato.
CD promozionale (Regno Unito) – 1ª versione
1. Wonderful Life (Radio Edit) – 3:34
2. Wonderful Life (Arthur Baker Remix) – 6:46
3. Wonderful Life (Mantronix Remix) – 5:14

CD promozionale (Regno Unito) – 2ª versione
1. Wonderful Life (Radio Edit) – 3:35

CD singolo (Germania)
1. Wonderful Life – 4:17
2. Wonderful Life (Arthur Baker Remix) – 6:44

CD singolo (Regno Unito)
1. Wonderful Life – 4:17
2. Affair – 6:27 (musica: Hurts)

7" (Regno Unito)
- Lato A

1. Wonderful Life – 4:17

- Lato B

1. Wonderful Life (Mantronix Remix) – 5:14

12" (Regno Unito), CD promozionale (Regno Unito)
1. Wonderful Life (Arthur Baker Remix) – 6:44
2. Wonderful Life (Arthur Baker Remix) (Radio Edit) – 4:48

Download digitale
1. Wonderful Life (Radio Edit - New Version) – 3:31
2. Wonderful Life (Mantronix Remix) – 5:14
3. Wonderful Life (Arthur Baker Remix) – 6:44
4. Wonderful Life (Freemasons Remix Radio Edit) – 3:24
5. Wonderful Life (Freemasons Extended Mix) – 8:29

## Formazione
Gruppo
- Adam Anderson – programmazione, strumentazione
- Theo Hutchcraft – voce, programmazione, strumentazione

Altri musicisti
- Hilary Marsden – clarinetto, sassofono

Produzione
- Hurts – produzione
- Joseph Cross – produzione
- Jonas Quant – produzione aggiuntiva
- Mark "Spike" Stent – missaggio
- Matt Green – assistenza al missaggio
- George Marino – mastering

## Classifiche
| Classifica (2010) | Posizione massima |
| ----------------- | ----------------- |
| Austria           | 6                 |
| Belgio (Fiandre)  | 27                |
| Belgio (Vallonia) | 58                |
| Danimarca         | 8                 |
| Finlandia         | 15                |
| Germania          | 2                 |
| Paesi Bassi       | 83                |
| Regno Unito       | 21                |
| Repubblica Ceca   | 15                |
| Russia            | 4                 |
| Slovacchia        | 14                |
| Svezia            | 30                |
| Svizzera          | 4                 |